# Anan, Nagano
Anan (japanska: 阿南町?, Anan-chō) är en landskommun (köping) i Nagano prefektur i Japan.  